# Radomyśl Wielki (gmina)
Radomyśl Wielki – gmina miejsko-wiejska w województwie podkarpackim, w powiecie mieleckim. Przed 1945 rokiem teren obecnej gminy Radomyśl Wielki należał do województwa krakowskiego, po zakończeniu II wojny światowej weszła w skład nowo utworzonego województwa rzeszowskiego. W latach 1975–1998 gmina administracyjnie należała do niewielkiego województwa tarnowskiego. 
Siedziba gminy to Radomyśl Wielki.
Według danych z 30 czerwca 2004 gminę zamieszkiwało 13 636 osób.

## Struktura powierzchni
Według danych z roku 2002 gmina Radomyśl Wielki ma obszar 159,64 km², w tym:
- użytki rolne: 73%
- użytki leśne: 20%

Gmina stanowi 18,14% powierzchni powiatu.

## Demografia

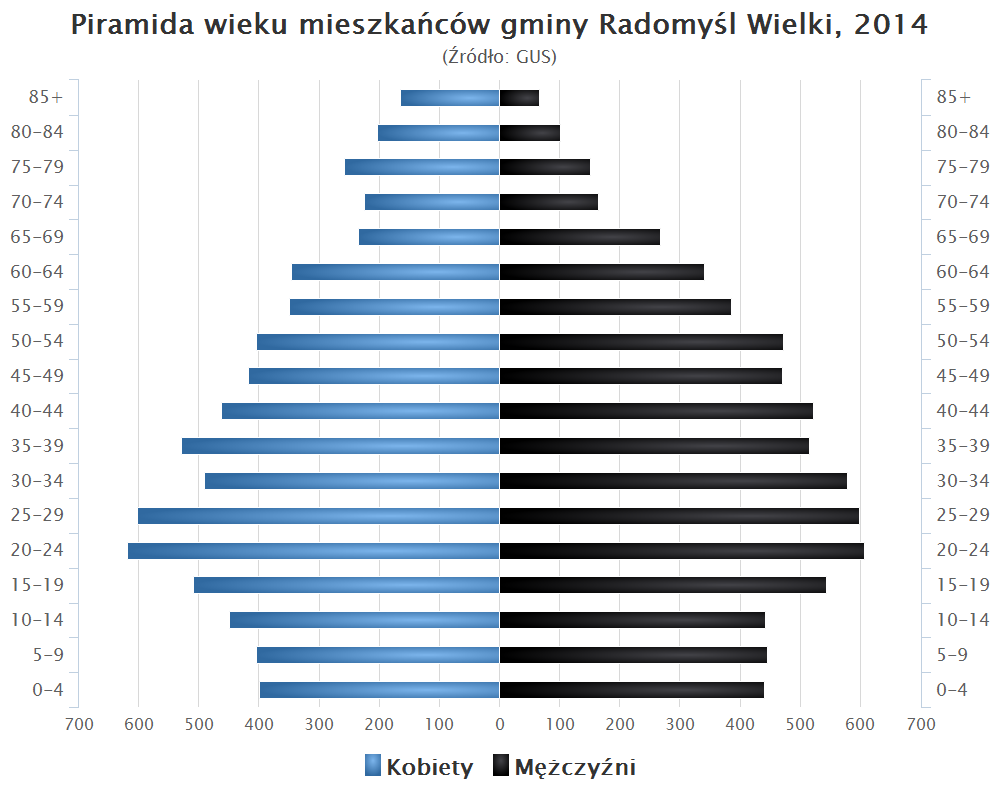
Piramida wieku mieszkańców gminy Radomyśl Wielki w 2014 roku

Dane z 30 czerwca 2004:
| Opis                              | Ogółem | Ogółem | Kobiety | Kobiety | Mężczyźni | Mężczyźni |
| --------------------------------- | ------ | ------ | ------- | ------- | --------- | --------- |
| jednostka                         | osób   | %      | osób    | %       | osób      | %         |
| populacja                         | 13 636 | 100    | 6836    | 50,1    | 6800      | 49,9      |
| gęstość zaludnienia (mieszk./km²) | 85,4   | 85,4   | 42,8    | 42,8    | 42,6      | 42,6      |

## Sołectwa
Dąbie, Dąbrówka Wisłocka, Dulcza Mała, Dulcza Wielka, Janowiec, Partynia, Pień, Podborze, Ruda, Zdziarzec, Zgórsko, Żarówka.

## Sąsiednie gminy
Czarna, Mielec, Przecław, Radgoszcz, Wadowice Górne, Żyraków